# Robert (6e comte de Sutherland)
Pour les articles homonymes, voir Robert.
Robert comte de Sutherland (mort vers 1427) fut le 6e comte de Sutherland vers 1370-1427.

## Biographie
Robert Sutherland, 6e comte de Sutherland, parfois nommé par certains historiens du XIXe siècle de manière erronée « William »  est le fils du comte  William (IV) de sa seconde épouse depuis novembre 1347 Joanna Menteith. Il est encore mineur en 1371 à la mort de son père et Alexandre Stuart, le célèbre « Loup de Badenoch » , fils cadet du roi Robert II d'Écosse, administre le comté de Sutherland  comme « Gardien » pour le compte de Robert en octobre 1372 et qui est à l'origine de l'édification de la principale forteresse du Sutherland Dunrobin en 1373–1374. Toutefois le chroniqueur Froissart relève en 1384 que Robert accompagne une troupe de chevaliers français en Écosse, le même auteur qui le nomme d'ailleurs faussement « Jean », précise que Sutherland est à la tête d'une troupe écossaise qui envahit le nord-ouest de l'Angleterre en 1388.
Robert de Sutherland intervient dans le gouvernement du royaume le 2 novembre 1389, lorsqu'il est présent
lors de la condamnation par l'église de son ex gardien et depuis beau-père, Alexandre Stuart qui avait abandonné son épouse légitime Euphémie Ire de Ross. Le 22 janvier 1401 Robert Sutherland fait une donation du château de  Dunrobin à son frère nommé, Kenneth. le reste de sa carrière demeure des plus obscure faute de sources. L'année 1442 a été avancée pour sa mort mais il semble que son décès intervienne bien avant vers 1427; car le comte de Sutherland est envoyé cette année-là en otage en Angleterre en garantie du versement de la rançon du roi Jacques Ier d'Écosse à moins qu'il s'agisse de son fils John (I), né de son union avec  Lady Margaret Stuart, une fille d'Alexandre Stuart comte de Buchan.

## Sources
- (en) C. A. McGladdery « Robert Sutherland, sixth earl of Sutherland (d. in or before 1427?), dans Sutherland family (per. c.1200–c.1510) », Oxford Dictionary of National Biography, Oxford University Press, 2004
- (en)   John L. Roberts  Lost Kingdoms. Celtic Scotland and the Middle Ages Edinburgh University Press (Edinburgh 1997)  (ISBN 0748609105).